# Shahrestān di Nir
Lo shahrestān di Nir (in farsi شهرستان نير) è uno dei 10 shahrestān della provincia di Ardabil, Iran. Il capoluogo è Nir.
Lo shahrestān è suddiviso in 2 circoscrizioni (bakhsh): 
- Centrale (بخش مرکزی)
- Kovrayem (بخش كوراییم)